# Référendum constitutionnel rwandais de 2015
Le référendum constitutionnel rwandais de 2015 est un référendum qui s'est déroulé du 17 au 18 décembre 2015 au Rwanda,.

## Contexte
En mai 2015, la présidente de la chambre des députés, Donatille Mukabalisa, annonce que le Parlement examinera entre le 5 juin et le 4 août, les demandes par pétition de près de deux millions de citoyens en faveur d'une réforme de la Constitution qui vise à permettre au président Paul Kagame de briguer un troisième mandat en 2017, alors que la Constitution n'autorise que deux mandats,.
En octobre 2015, la chambre des députés commence l'examen du projet de réforme de la Constitution.
Le 17 novembre 2015, le Sénat adopte à l'unanimité un projet de modification de la Constitution, ouvrant ainsi la voie à un référendum qui ne devrait a priori pas rencontrer de forte opposition.

## Objet
La révision de la constitution fait entre autres passer la durée du mandat du président de sept à cinq ans, toujours renouvelable une seule fois. 
La révision ne s'applique cependant qu'après un dernier mandat transitoire de sept ans, de 2017 à 2024, après quoi les mandats seront de cinq ans. La limite du nombre de mandat est par ailleurs remise à zéro, les septennats effectués avant 2024 ne comptant pas dans le décompte des mandats présidentiels suivants.

## Résultats
| Choix                    | Votes     | %    |
| ------------------------ | --------- | ---- |
| Pour                     | 6 157 922 | 98,3 |
| Contre                   | 105 260   | 1,7  |
| Votes blancs ou nul      | 22 171    | –    |
| Total                    | 6 285 353 | 100  |
| Inscrits / Participation | 6 392 867 | 98,3 |

## Réactions
- États-Unis : La Maison-Blanche exhorte le président Paul Kagame à respecter les limites existantes concernant le nombre des mandats présidentiels[9].